# Топаз
Топа́з — полудрагоценный камень, минерал из группы основных силикатов алюминия. Кристаллизуется в ромбической сингонии, ромбо-бипирамидальный вид симметрии.

## Этимология
Название топаз получил по месту первой его находки на острове Топазиос (Топазион) в Красном море (в настоящее время — остров Зебергед); по другой версии — от санскритского слова тапас — «тепло». Устаревшее название голубого или бесцветного топаза — «тяжеловес» (название, данное уральскими рудокопами в связи с большим удельным весом камня).

## Свойства

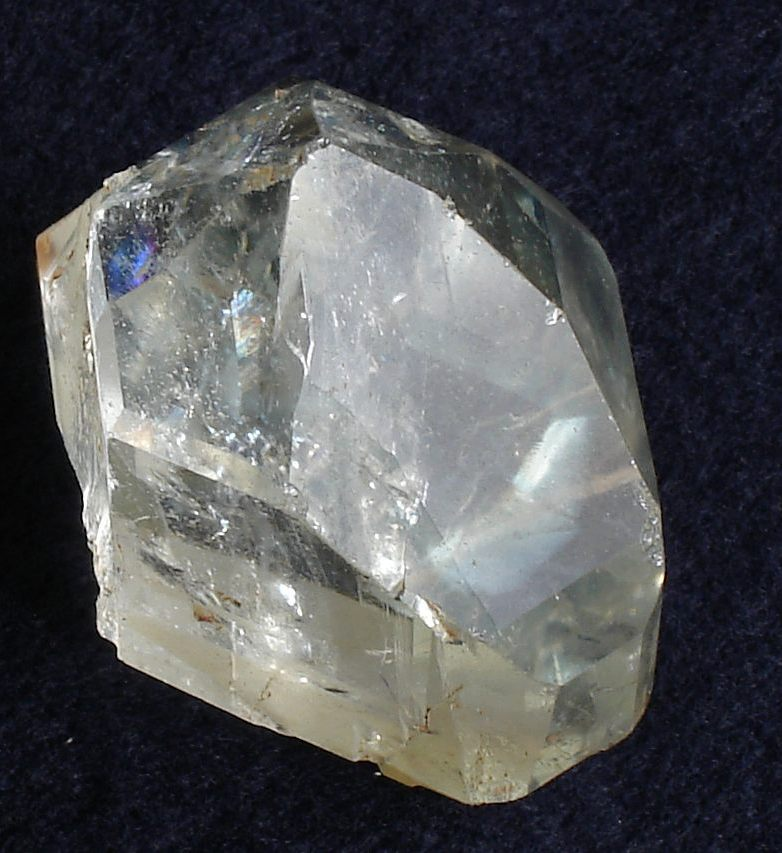
Бесцветный топаз, Minas Gerais, Бразилия

Цветовая гамма топаза разнообразна: от голубого до коричнево- и винно-жёлтого, золотистого, оранжевого, красновато-оранжевого (под названием «империал», встречается редко), розового и самого редкого фиолетового (добывается в Бразилии). Чаще — бесцветный. Встречаются полихромные топазы, когда разные участки или зоны одного кристалла имеют разную окраску (обычно голубой/винно-жёлтый). Твёрдость 8; плотность 3,49—3,60 г/см³. Спайность совершенная в одном направлении по (001). Излом раковистый. Блеск сильный, стеклянный, на плоскостях спайности — перламутровый. Очень устойчив, в кислотах не растворяется.
Топаз — один из эталонных минералов для определения относительной твёрдости методом царапанья — шкалы Мооса (минералогической шкалы твёрдости).
Окрашенные разновидности топазов постепенно выцветают от яркого света.

## Формы нахождения
Обычен в кристаллах, имеющих призматический или короткостолбчатый облик. Кристаллы иногда крупные, известны находки кристаллов массой в 60—80 кг. Грани призмы обычно немногочисленны, а головки кристаллов бывают весьма разнообразны своими гранями. Для кристаллов топаза некоторых месторождений характерны признаки естественного растворения в виде конусовидных форм на головках кристаллов и в виде борозд и ямок на призме. Также образует шестоватые крупнокристаллические сростки, скрытокристаллические «яшмоподобные», лучистые и тонкопластинчатые образования.

## Происхождение
Типичный минерал грейзенов и гранитных пегматитов. В некоторых обогащённых фтором гранитах образуется непосредственно из магматического расплава. В редкой разновидности онгонитов («онгонит топазовый») топаз может играть несвойственную для него роль породообразующего минерала. Встречается
также в гальке россыпей.
Сопутствующие минералы — дымчатый кварц или морион, флюорит, касситерит, слюды, полевые шпаты, турмалин, лепидолит.

## Месторождения
Наибольшее число находок топаза в Ильменском минералогическом заповеднике в России (Урал) приходится на гранитные пегматитовые жилы. В Ильменах обнаружено большое количество пегматитовых жил, в которых встречаются топазы. Знаменитыми во всем мире, особо выдающимися и потому успешно выдерживающими конкуренцию на мировом рынке стали всего пять уральских драгоценных камней и среди них топаз. С открытия топазов началась слава Ильменских гор. В Ильменах топаз встречался не только бесцветный, но и более ценный — голубой. Здесь находили топазы массой до 30 кг. Топазы встречаются на Урале в четырёх различных формациях, причём для каждой характерна определённая окраска самоцвета и формы кристаллов. Бесцветные топазы, нередко в виде крупных кристаллов, интенсивно добывались в своё время из друзовых полостей амазонитовых гранитных пегматитов Ильменогорского самоцветного пояса, впервые обнаруженные казаком Прутовым ещё в начале XIX века и находящиеся в частной коллекции. Из них добыто несколько тонн прозрачных кристаллов. Наиболее крупные кристаллы топаза имели массу до 10 кг. Обломки кристаллов топаза употреблялись преимущественно как ювелирное сырьё. Голубые и жёлтые топазы характерны для жильных гранитных пегматитов топазо-бериллового типа с друзовыми полостями в Мурзинско-Адуйском самоцветном поясе, ярко-голубые — для сложнопостроенных гранит-пегматитовых тел, и, наконец, малиновые и розовые топазы были встречены только в кварцевых жилках около восточного тектонического шва Кочкарского мегантиклинория на Южном Урале. Суммируя общие перспективы Урала по топазовой минерализации, А. Е. Ферсман в 1925 г. писал: «Россия может гордиться своими топазами, которые по красоте тона, чистоте воды и величине кристаллов занимают исключительное место среди топазов всего света: по качеству русский топаз выделяется среди всех топазов известных месторождений, причём красота нежно-голубого топаза Мурзинки, красновато-фиолетовый тон топазов Санарки и Каменки — всё это составляет гордость русских цветных камней».
Топаз массой в 5,8 тонн найден в Бразилии, в провинции Минас-Жерайс. В большом количестве
винно-жёлтые и голубые топазы находят на Волынском месторождении (Украина) — в 1965 году в одной из шахт обнаружили винно-жёлтый кристалл топаза массой 117 кг. В горах Шри-Ланки ещё в древности были обнаружены месторождения драгоценных камней топазов.
В России топазы известны с XVIII в. Называли их из-за высокой плотности «тяжеловесами». За блеск и красоту его почти до середины XIX века называли «сибирским алмазом». Однако слава «сибирского алмаза» оказалось недолгой, так как копи, где его находили — Прутовская, Кочевская и Трубьевская — были довольно скоро в основном выработаны и заброшены.

## Форма и огранка

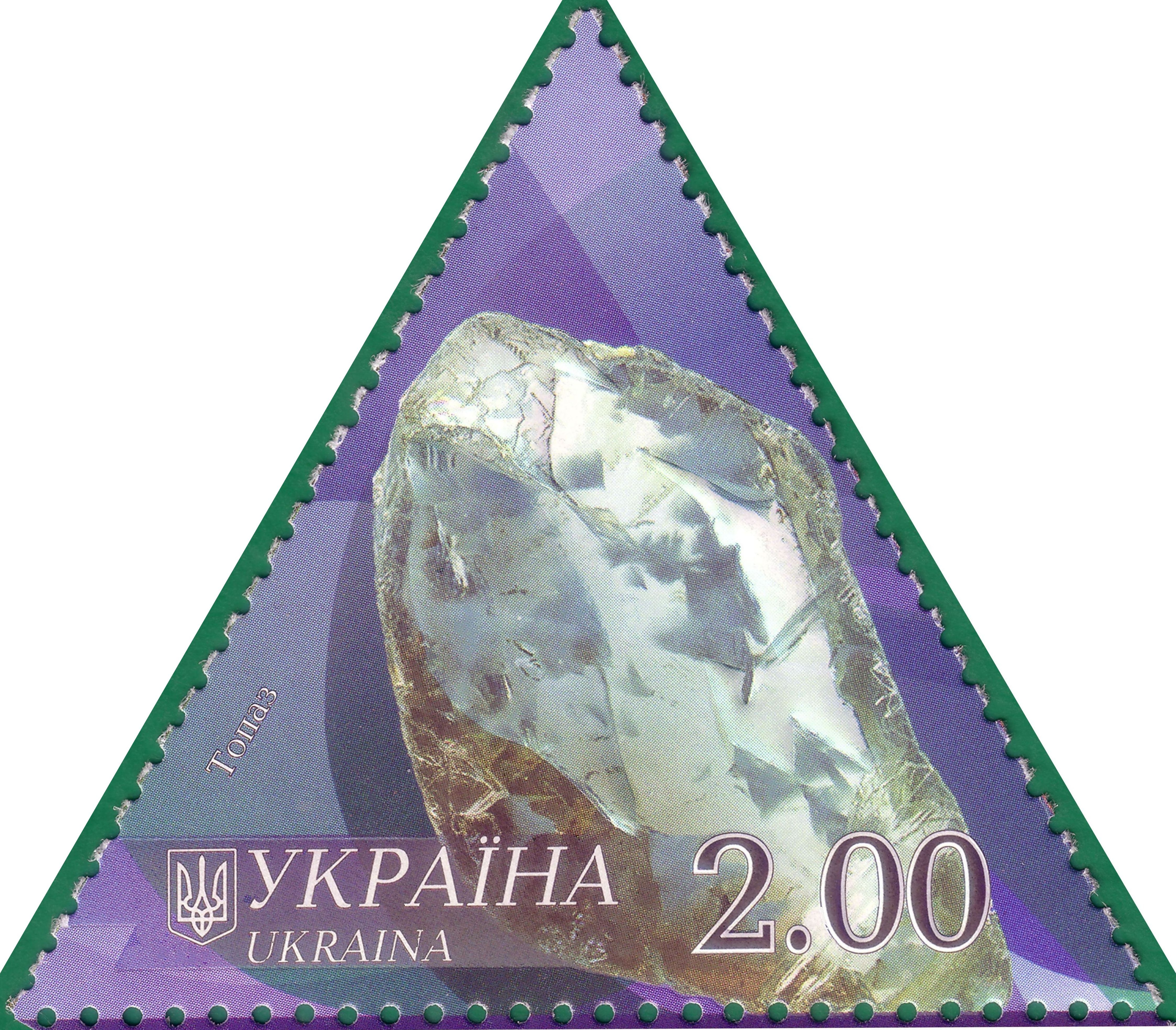
Топаз на почтовой марке, 2009

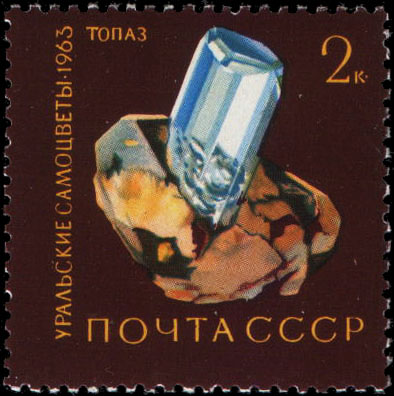
Марка СССР 1963 года из серии «Уральские самоцветы». Топаз. Художник — Н.Круглов. Номер ЦФА — 2950. Тираж — 5 млн.

Цвет топазов не связан с примесями, окраска энергетическая, связана с дефектами структуры (вакансии атомов). Голубой цвет дают вакансии O, жёлтый — F, дымчатый — O и SiO2. При нагревании окраска исчезает, при радиоактивном облучении усиливается. В частности, при облучении нейтронами бесцветные топазы приобретают голубой оттенок. Попутное производство таких топазов освоено на шестимегаваттном исследовательском реакторе Томского политехнического университета.
Раухтопаз (дымчатый кварц) — часто путают с топазом из-за сходства названий, хотя он и имеет совершенно иной оттенок, твёрдость и легко отличим по удельному весу (топаз намного тяжелее).

## Известные топазы
В Алмазном фонде России хранится знак старинного испанского ордена Золотого руна, верхняя часть которого состоит из пяти крупных бразильских топазов.
Прозрачный, пронизанный удивительным голубым внутренним свечением топаз — знаменитость (весом 2 кг 117 г), внесённая в учебники по минералогии многих стран, был найден в Житомирской обл. на Украине (Володарск-Волынское пегматитовое поле) и назван «Академик Ферсман». Топаз «Сказка» весом 2,2 кг тоже не имеет аналогов в царстве минералов. Идеально прозрачное тело кристалла содержит включения флюорита в форме соцветий одуванчика, создающие внутри камня фантастический пейзаж.
Один из бесцветных топазов долгое время считали самым крупным алмазом и называли его «Браганса». Он принадлежал королю Португалии из одноимённой династии и имел форму куриного яйца. Масса топаза составляла 1640 карат (~ 328 г). Камень был найден в Бразилии, принят за алмаз и вставлен в королевскую корону Португалии.
В музее Московского университета хранится громадный кристалл топаза цвета морской воды. Крупные топазы добываются также около села Мурзинка (Урал).

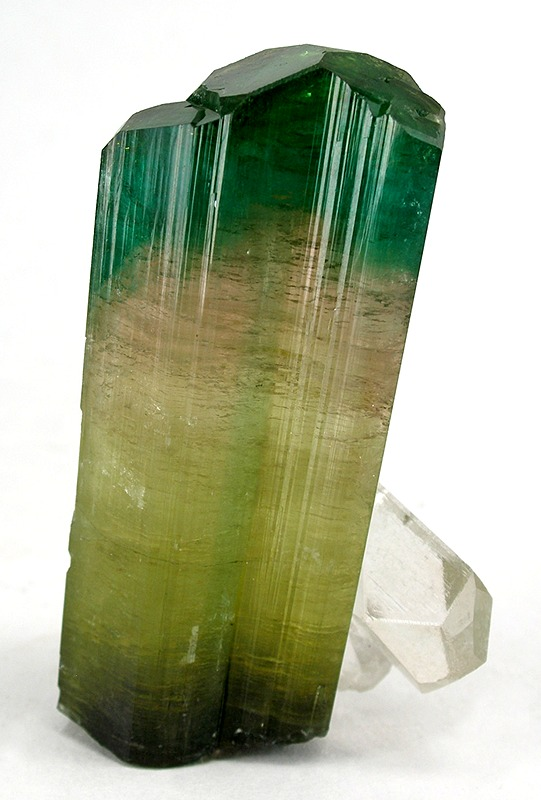
Бесцветный топаз (внизу справа), наросший на кристалл полихромного турмалина. Афганистан

## Цвета и цены
В качестве драгоценного камня бесцветный топаз пользуется малым спросом и стоит недорого. Но по-прежнему ценятся экземпляры, природноокрашенные в золотисто-розовый, голубой и винно-жёлтый цвета. Бесцветный топаз слишком слабо отличается от кварца. Однако в виде хорошо образованных кристаллов он сохранил свою привлекательность для минералогических коллекций. Кристаллы топаза часто огранены множеством граней. Особо ценятся прозрачные кристаллы с включениями и «полихромные», двухцветные кристаллы. Например, встречаются редкие экземпляры топаза с зонами голубого и винно-жёлтого цвета в одном кристалле. После огранки они за счёт смешения составных цветов выглядят зеленоватыми, смотрятся необычайно красиво и высоко ценятся.